# Huanghelepis
†Huanghelepis è un genere estinto di pesci ossei attinotterigi, appartenente all'ordine †Palaeonisciformes. È stato rinvenuto nei depositi del Carbonifero superiore nella provincia di Ningxia, nella Cina settentrionale.

## Etimologia
Il nome Huanghelepis deriva dalla parola cinese Huanghe, che indica il Fiume Giallo, e dal greco lepis, che significa "scaglia". La specie tipo, †Huanghelepis pani, è dedicata al Professor Pan Jiang, supervisore dello scopritore.

## Descrizione
Huanghelepis pani era un pesce di dimensioni moderate, con una lunghezza corporea totale che poteva raggiungere i 30 cm. Il corpo era snello, con la testa che rappresentava circa un sesto della lunghezza totale. L’opercolo era allungato e stretto, con margine anteriore particolarmente assottigliato, mentre il subopercolo era di grandi dimensioni e quasi quadrato, più largo dell’opercolo stesso.
Il sistema masticatorio era costituito da una sospensione mascellare obliqua e denti presenti sia nella mascella che nella mandibola. Le pinne pettorali presentavano raggi non segmentati prossimalmente. La pinna caudale era marcatamente eterocerca, ma con profilo esterno quasi simmetrico.
Una caratteristica distintiva era rappresentata dalle scaglie della linea laterale, estremamente profonde nei 4/5 anteriori del corpo: la loro altezza era oltre tre volte la larghezza nella regione anteriore. Le scaglie erano circa 50–55 in totale, con ornamentazione striata.

## Classificazione
Huanghelepis pani venne descritto per la prima volta da Hu nel 2002, sulla base di un esemplare quasi completo con controparte, catalogato come GMV2026-1 a–d. Il fossile proviene dalla parte superiore della Formazione di Tupo (Namuriano superiore, Carbonifero), presso le località di Shangheyan e Xiaheyan, nella Contea di Zhongwei, Ningxia, lungo il fiume Huang He (Fiume Giallo), da cui prende il nome.
Huanghelepis è assegnato all’ordine Palaeonisciformes, un gruppo parafiletico di attinotterigi arcaici, ma non è collocabile con certezza in una famiglia specifica, per cui viene classificato come incertae sedis. Condivide tratti anatomici con generi come Howqualepis e Mansfieldiscus, quali la sospensione mascellare fortemente obliqua, il contatto diretto tra il preopercolo e la mascella superiore, scaglie ganoidi articolate a incastro ("peg-and-socket") e pinna caudale eterocerca.